# Scleria brownii
Scleria brownii är en halvgräsart som beskrevs av Carl Sigismund Kunth. Scleria brownii ingår i släktet Scleria och familjen halvgräs. Inga underarter finns listade i Catalogue of Life.